# Rhinolophus sakejiensis
Rhinolophus sakejiensis is een vleermuis uit het geslacht der echte hoefijzerneuzen (Rhinolophus) die alleen gevonden is in Kavunda, tussen de rivieren Sakeji en Zambezi, in Zambia, vlak bij de bron van de Zambezi. De soort is het nauwst verwant aan R. clivosus en in het bijzonder R. hillorum.
Rhinolophus sakejiensis is een grote hoefijzerneus met een lange, oranje vacht en kleine oren. De vacht rond de ogen is donkerder. De totale lengte bedraagt 87,4 tot 88,3 mm, de staartlengte 29,2 tot 31,4 mm, de oorlengte 19,5 tot 21,9 mm, de achtervoetlengte 13,9 tot 14,5 mm, de voorarmlengte 52,5 tot 55,2 mm en het gewicht 19,0 tot 24,0 g.